# Vilahur
Vilahur (oficialmente y en catalán Vilaür) es un municipio español de la comarca del Alto Ampurdán en la provincia de Gerona, Cataluña.
Situado cerca del río Fluviá, sus terrenos son planos y con suaves elevaciones.Su principal economía es la agricultura y ganadería, hay industria maderera.

## Entidades de población
- Vilahur
- Camallera

## Historia
Si bien había estado hasta finales del siglo XVII bajo la baronía de Sant Mori, su primera documentación es del siglo XI, cuando pertenecía al monasterio de San Esteban de Bañolas. Por los diversos yacimientos arqueológicos del término, se demuestra que la zona ya estaba habitada en tiempos prehistóricos, prerromanos y romanos.

## Demografía
Vilahur cuenta con una población de 170 habitantes (INE 2024).
| Gráfica de evolución demográfica de Vilahur entre 1842 y 2021 |
| |
| Población de derecho según los censos de población del INE Población de hecho según los censos de población del INEEn este censo se denominaba Vilaur: 1842 En estos censos se denominaba Vilahur: 1857, 1860, 1877, 1887, 1897, 1900, 1910, 1920, 1930, 1940, 1950, 1960, 1970 y 1981 |

## Lugares de interés
- Iglesia parroquial de San Esteban. Románica del siglo XIII con elementos del siglo XVI.
- Can Puig. Masía del año 1786
- Can Pou. Masía del siglo XVI-XVII.

## Referencias

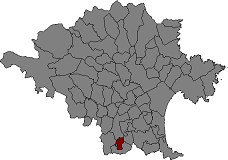
Situación de Vilahur en la comarca del Alto Ampurdán.